# Tambours de bronze
 (août 2018).
 (juillet 2018).
 (juillet 2018).
- Si vous ne connaissez pas le sujet, laissez ce bandeau (vous pouvez alors contacter les auteurs).
- Si vous supprimez le contenu mis en cause (vous pouvez préalablement contacter les auteurs),

argumentez précisément cette suppression dans la page de discussion
(un manque de référence n'est pas un argument ; une recherche réelle de référence doit avoir été effectuée, être formellement documentée).

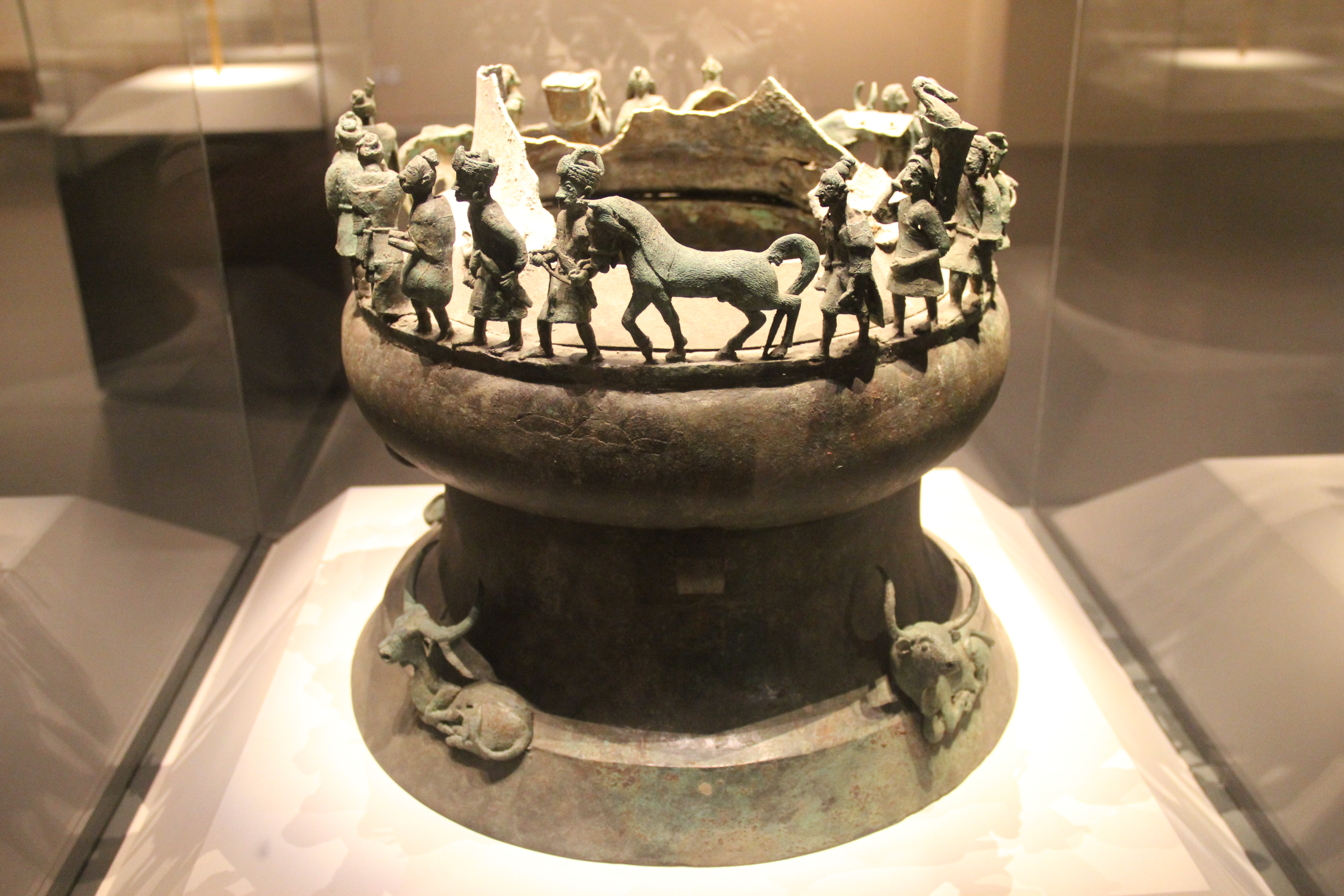
Tambour de bronze à Haut-relief

Les tambours de bronze de l'Asie du Sud-Est sont des instruments sonores créés il y a environ 2 500 ans (vers 500 av. J.-C.), au sein de royaumes indépendants et animistes, le long du bassin du Fleuve Rouge, aux confins de la Chine et du Vietnam actuels. Leur alliage de cuivre, aux qualités jusqu'alors inconnues, tout autant que leur compatibilité avec les valeurs des peuples concernés, peuvent expliquer leurs succès récurrents, sous des formes diverses jusqu'à nos jours.

## Présentation

### Origine

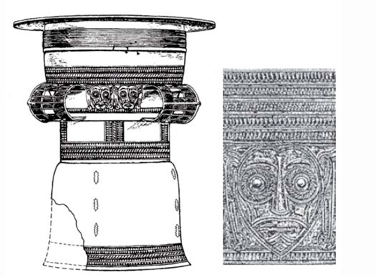
Tambours « sablier » en Indonésie (Moko – H. 50 cm)

Les tambours de bronze sont nés dans le bassin élargi du Fleuve Rouge (Huan Jiang/Dông Hà) au milieu du premier millénaire (BCE) précédant notre ère (CE). Ils furent inventés au sein de petits royaumes indépendants qualifiés de « Barbares du Sud » par les Chinois de la dynastie Han (Shi Ji) qui les colonisèrent à partir de –200 BCE, créant les futurs Yunnan chinois et Tonkin vietnamien.
Outils sonores ou instruments de musique, selon le cas, de la forme d'un chaudron renversé, ils furent peu à peu recouverts de sculptures animistes figurant le monde terrestre ou l'au-delà. Les sons qu'ils produisaient étaient censés adresser des messages simples, tels que commander à la pluie, ou plus complexes, demeurés mystérieux. Les tambours de bronze, issus d'un coûteux alliage de cuivre avec étain et plomb, ornèrent bientôt les tombes d'une riche clientèle de croyants de toute la péninsule indochinoise, puis de la Chine du sud-est et de l'Indonésie.
Schématiquement, ils sont composés d'un sommet, dit tympan, et d'une base circulaire sans fond pour permettre la libre sortie des ondes sonores.
À partir de formes primitives de « champignon », comme ceux de Đông Sơn (Vietnam), deux autres catégories de tambours de bronze furent inventés au milieu de premier millénaire CE. D'une part au Myanmar sous une forme plus conique et, d'autre part, en Indonésie, sous la forme de « sablier ». Par moments oubliés, mais récemment retrouvés dans toute l'Asie du Sud-Est, les tambours de bronze ont perduré jusqu'à nos jours.

### Leurs routes Nord/Sud

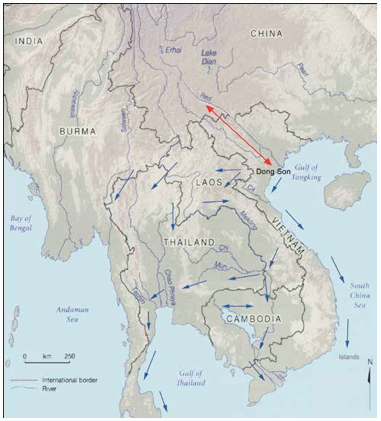
Routes commerciales anciennes empruntées par les tambours

Du bassin élargi du Fleuve Rouge, entre fin BCE et début CE, puis des côtes chinoises du Guangxi ensuite, les tambours antiques furent diffusés dans la péninsule indochinoise et l'Indonésie. Les routes fluviales du Mékong et de ses affluents, puis d'autres rivières du sud, permettant de rejoindre l'actuelle Malaisie et, par les détroits, l'Indonésie, il fallait compter deux à trois mois de voyage par des voies commerciales déjà reconnues pour les bijoux et les céramiques pour les acheminer. Bientôt, les progrès de la boussole aidant, on ira directement par mer du Golfe du Tonkin (Vịnh Bắc Bộ) vers Java en moins d'un mois, selon les vents. Un millénaire plus tard, les nouveaux tambours birmans (Heger 3) ne dépasseront pas l'Indochine mais seront adoptés par tous les pays voisins. Aucun commerce de tambours n'a existé du sud vers le nord où les Pejeng et Moko indonésiens resteront inconnus.
L'ouvrage de Ambra Calo fait autorité sur les parcours suivis pour vendre des tambours : « Trails of Bronze Drums across early S.E. Asia » (ISEAS – Singapour - 2014).

### Techniques de fonte

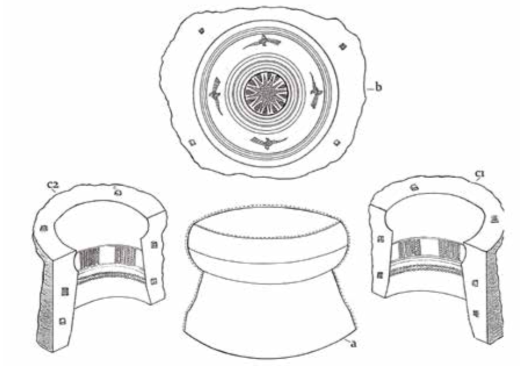
Schéma type de fabrication d'un tambour de bronze en trois parties (d'après E.C. Bunker et D. Latchford)

L'âge de bronze atteignit tardivement l'Asie du sud-est, au début du premier millénaire BCE, après avoir traversé les steppes du nord puis la Chine. Comme partout, on produisit d'abord de petits objets de première nécessité (flèches, hameçons), puis on réussit à fondre de plus grosses pièces (chaudrons) et des bronzes cérémoniels, dont les tambours. 
Les techniques de fonte se perfectionnèrent en conséquence : des moules d'abord ouverts, puis fermés bivalves, avant des procédés plus complexes utilisant ou non de la cire perdue (d'abeille) avec des températures de l'ordre de mille degrés centigrades.
On en vint à trois principaux moules composants, pour le couvercle (tympan) et les deux demi-bases des tambours, des soudures permettant de rajouter les poignées et des figurines en relief, grenouilles ou autres faune ou flore. À partir de grands pôles culturels, tels Dian (Yunnan) et Đông Sơn (Tonkin), les premiers ateliers de fabrication de tambours furent créés à partir du milieu du premier millénaire BCE. De rares fragments sculptés de moules en argile ont été retrouvés, leur historique reste approximatif.

### Décoration

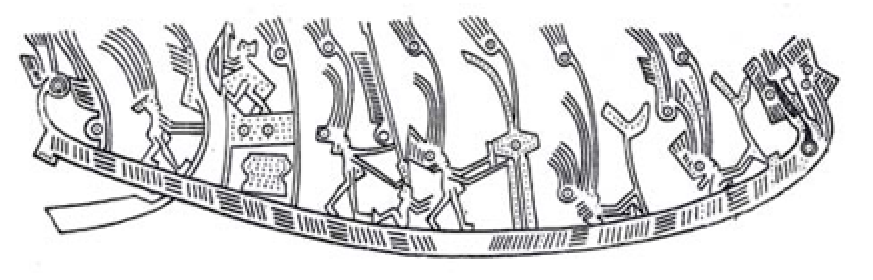
Scène figurative d'humains à bord d'un bateau.

Trois grandes catégories de décorations ont coexisté sur les tambours de bronze, facilitées par les vertus de l'alliage qui, à chaud, épouse tous les détails sculptés du moule et, à froid, se rétrécit, facilitant ainsi le démoulage.
- Géométriques : sur l'ensemble orné du tambour, des brisures et des angles permettent de combler tous les vides entre des motifs plus élaborés : par exemple des spirales qui ont pu représenter des eaux-vives. La plupart de ces formes recoupent celles de céramiques antérieures.
- Figuratives : sur le tympan et le haut de la base du tambour, ces décorations sont très vivantes, avec faune ou flore diversifiées et des humains souvent empanachés (musiciens, danseurs ou guerriers), entrevus parfois dans leurs maisons ou à bord de leurs bateaux. Ces scènes d'une grande originalité n'ornent cependant pas tous les tambours.
- Haut-relief : sur le pourtour du tympan ou descendant la base du tambour, ont pu être soudées des figurines en trois dimensions, batraciens surtout, mais aussi d'autres animaux ou de rares humains,  parfois montés sur un cheval.

Plusieurs significations de ces décorations ont été proposées : soit elles seraient des représentations stylisées du réel comme le privilégie Henri Parmentier, soit elles figureraient un au-delà inconnu comme le soutient Victor Goloubew, ou vraisemblablement les deux. Nul ne le sait vraiment. (Voir Bibliographie)

### Grenouilles et crapauds: des symboles de fertilité et de sexualité?

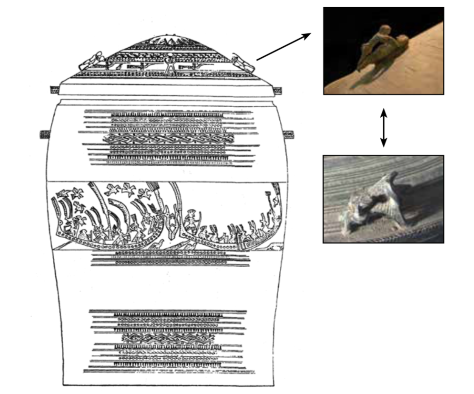
Urne funéraire Thạp Đào Thịnh – Schéma (H. 81 cm- Vietnam)

Les légendes anciennes relatives aux tambours de bronze évoquent leurs prouesses guerrières, leurs sons tonnant pour faire fuir l'ennemi, leurs vertus funéraires, leurs sons accompagnant les défunts dans la tombe et au-delà. Mais c'est d'abord à la « fertilité » que l'on se réfère : outils sonores régulateurs de la pluie, si importante en pays de mousson. En sculptant des grenouilles ou des crapauds en relief sur des tambours, leurs sons deviendraient coassements, plaidoyers sonores adaptables aux rythmes des saisons. Au milieu de plantes aquatiques et de poissons à plat sur le bronze, le nombre des figurines de batraciens s'accrut au fil du temps : jusqu'à cinq se chevauchant sur chaque quartier du tympan puis repris en enfilade sur la base en Birmanie (Heger 3). La seule référence à la fertilité agricole peine à expliquer ce déploiement et la jubilation de l'artiste n'y suffit pas davantage même si, par pudeur, on a paru se contenter de ces explications. D'autres bronzes cérémoniels ont été plus explicites, telle l'urne funéraire vietnamienne Dao Thinh Thap surmontée de couples humains copulant : les tambours de bronze ont dû aussi revêtir des dimensions érotiques, visions et sons confondus…

### Sons et tambourinaires

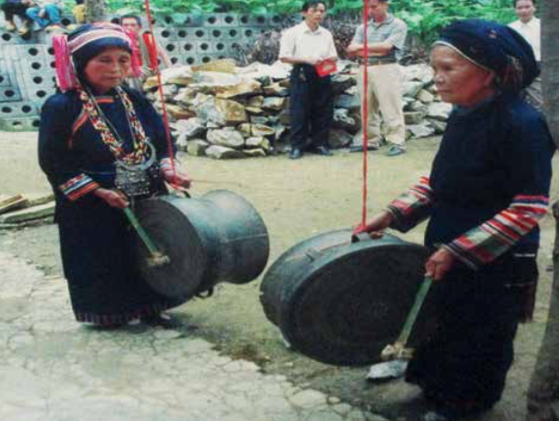
Orchestre de femmes au Myanmar

Les tambours de bronze produisent un seul son de base par instrument, non prévisible avant la fonte. La façon de jouer les tambours de bronze dépend de leur format : un gros instrument étant moins maniable, le son résultera de la frappe d'un maillet ou d'une mailloche au centre du tympan, son qui s'échappera par la base laissée ouverte ; cette technique n'exclut pas des jeux secondaires, par exemple avec un faisceau de bambou sur la base. Souvent, le tambour est encordé par ses poignées à un arbre ou un toit ; le tambourinaire est alors assis ou debout. On peut aussi le poser sur un chevalet fixe pour le frapper fort et sans fatigue, ou le tenir à la ceinture pour en jouer en marchant ou non. Selon les besoins, militaires ou funéraires, on laisse passer plus ou moins le son ou on recouvre le maillet d'un manchon. Avec plusieurs tambours on peut constituer un orchestre. Chaque note est alors représentée par un instrument.

### Tambours et bronzes cérémoniels de l'Asie du Sud-Est

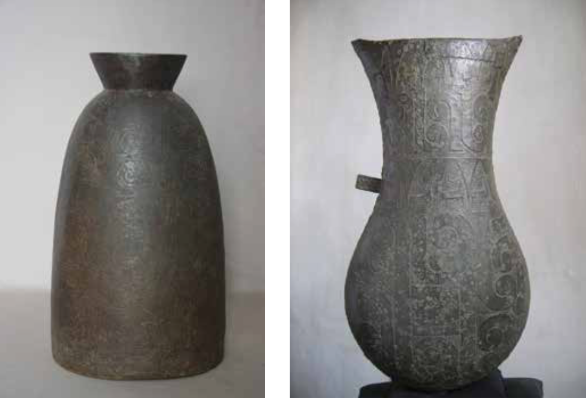
Fig. gauche Cloche de Kandal (H. 55 cm) – Musée national du Cambodge Phnom Penh (Phnom Penh). Fig. droite Urne de Chak Angre (H. 55 cm) – Musée national du Cambodge Phnom Penh (Phnom Penh).

La famille des bronzes cérémoniels, vases ou urnes, cloches ou tambours, fut élaborée à partir des qualités reconnues du nouvel alliage de cuivre : beauté, sonorité, adaptabilité, solidité, pérennité sinon éternité. La fonte du bronze maîtrisée, après les pointes de flèche et les chaudrons réussis, les artisans vont développer, de fin BCE au CE, la production d‘objets cérémoniels dont la parenté est visible, qu'il s'agisse de leurs décorations ou de leurs usages, souvent musicaux. Ci-contre, comparées à un tambour vietnamien de référence (Sông Đà), des trouvailles de « cloche » et « d'urne » faites au Cambodge, ou encore de « bassine/tambour » au Vietnam, attestant d'une grande famille de bronzes cérémoniels. 

### Un système économique

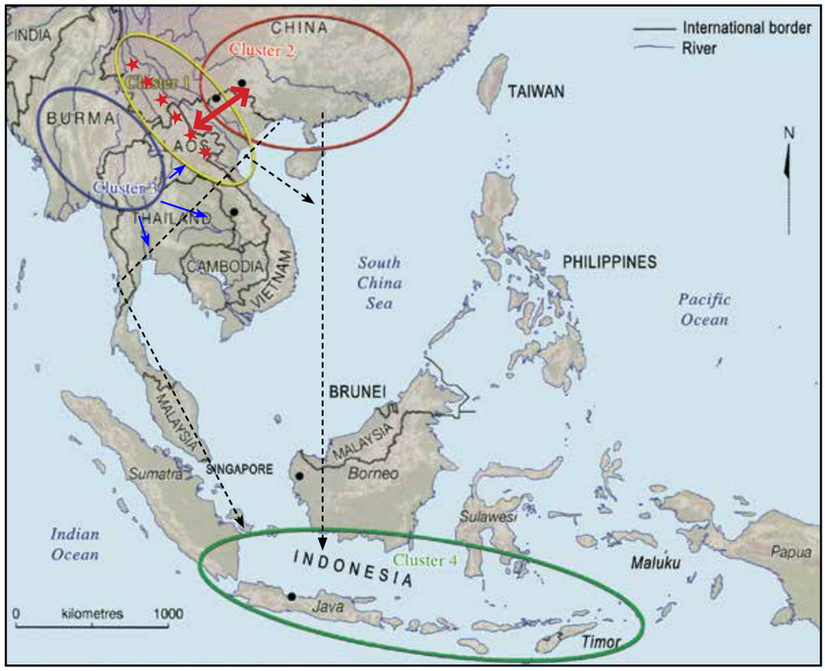
Carte d'ensemble et des « grappes » principales des tambours

Tour à tour outils sonores ou instruments de musique profane ou sacrée, les tambours de bronze sont au service des paysans, des guerriers et des croyants. Leur succès pérenne a constitué un système économique performant, de l'offre à la demande. Côté offre, ils furent onéreux à produire, avec des matériaux et des artisans rares, avant d'être transportés sur des milliers de kilomètres. Côté demande, leurs possesseurs étaient riches, comme en témoignent les tombes où ont été retrouvés la plupart des tambours, parmi des reliques de prix, valant à la fois prestige en ce monde et passeport pour l'au-delà. Au sein de pouvoirs politiques ou religieux divers, des organisations efficaces surent parcourir efficacement des routes marchandes déjà connues pour la joaillerie ou les céramiques. En termes modernes, fut ainsi ébauché, de fait, un « marketing » de la production et de la distribution des tambours, avec l'accord implicite des gouverneurs, clercs ou laïcs.
Producteurs de base, pouvoirs civils et religieux, intermédiaires et clients finaux, ont donc œuvré solidairement au succès des tambours, cette trilogie se partageant les bénéfices du système dans une répartition non connue.

### Classification à partir de F. Heger

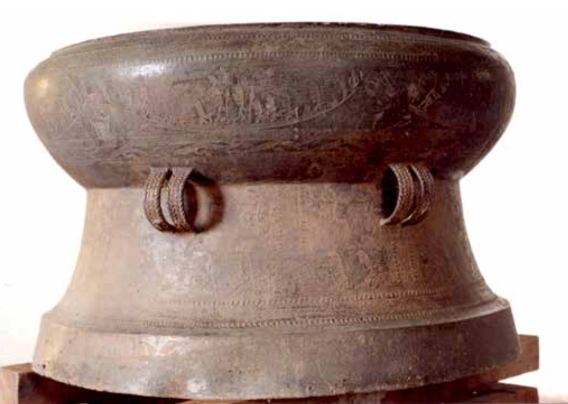
Tambour Heger 1 (D. 96 cm H. 57 cm) Musée national de Phnom-Penh

L'EFEO (École française d'Extrême-Orient), créée en 1898, reçut la visite à Hanoï de Franz Heger, savant autrichien auquel furent montrés une centaine de tambours de bronze. Heger publia en 1902, à Leipzig, « Alte Metalltrommeln aus Sudostasien », proposant une classification des tambours métalliques (de 1 à 4) devenue référence. Depuis lors, il y eut beaucoup de trouvailles, d'études, et une meilleure connaissance des pays périphériques impliqués, Chine, Myanmar, Indonésie en particulier. D'où des commentaires et suggestions de mise à jour de la classification de 1902, dont les schémas généraux figurent ci-après de Heger 1 à Heger 4 : 

## Les tambours de bronze par nation

### En Chine

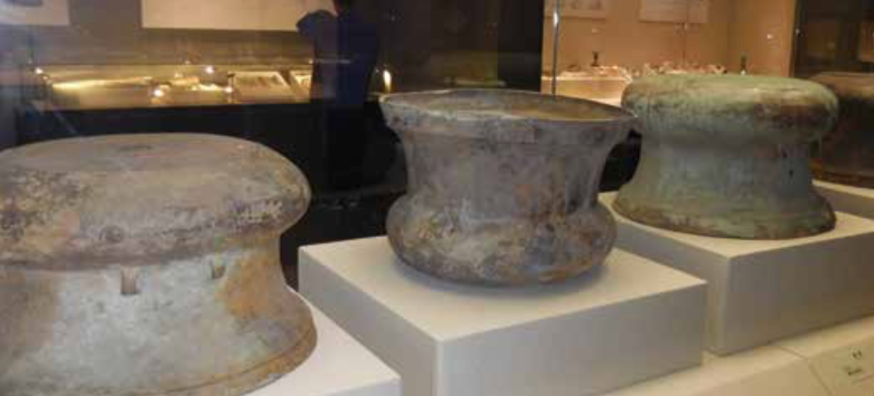
Des chaudrons aux premiers tambours de bronze (Musée provincial du Yunnan à Kunming - Chine)

Les frustes tambours Wanjiaba (provenant du Yunnan actuel) ont probablement joué un rôle précurseur, mais ils ont été créés par des « Barbares du Sud » (selon le Shi Ji) non encore colonisés par l'Empire chinois (Han) « à cheval » entre les (actuels) Chine et Vietnam qui ne peuvent donc en revendiquer l'origine. On passa probablement du stade de chaudron en bronze à celui de tambour au sein de royaumes indépendants, tout au long du bassin élargi du Fleuve Rouge.
S'ensuivit, à partir d'environ -500 BCE, sur l'axe Kunming - Hanoï, plus d'un demi-millénaire de créations et de développements des tambours. Sans vraie discontinuité entre les cultures de Dian au nord et de Đông Sơn au sud, relayées plus tard au Guangxi et autres provinces chinoises adjacentes.
Les peuples fondateurs étaient animistes et les bruits de tonnerre des tambours, tout autant que les sculptures sur le bronze, (d'univers terrestres ou non), peuvent expliquer leur succès parmi des royaumes batailleurs, mais solidaires au regard des croyances. Sans besoin de « leadership » au sens moderne, des ethnies voisines surent multiplier des inventions croisées type « gagnant-gagnant» au bénéfice de ce nouvel outil sonore/instrument de musique bientôt recouvert de somptueux décors. Ensuite, durant deux millénaires, les « Nationalités » peuplant en majorité les provinces de sud (ce qui est toujours le cas) surent faire accepter aux dynasties chinoises successives ces tambours de bronze. Ils forment la grande majorité de ceux retrouvés à ce jour, chefs-d'œuvre inclus.
Pendant la période du Grand bond en avant entre 1958 et 1960, la majorité des objets en métal, dont les tambours de bronze ont été fondus. Des pièces datant de centaines d'années ont été détruites à cette époque.

### Au Vietnam

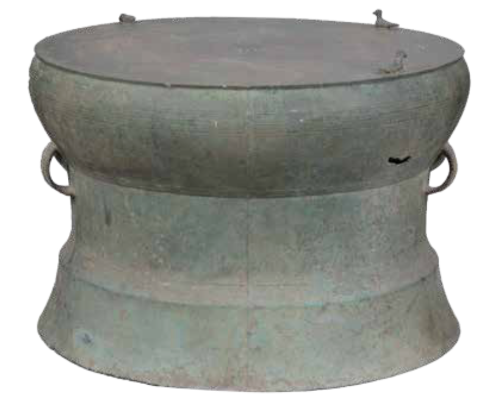
Tambour Cẩm Giang (H. 49 cm) et ses figurines rares de canard (courtoisie du Musée de Thanh Hoá, au centre de la culture Đông Sơn)

Le nord du Vietnam (futur Tonkin) joua un rôle prééminent dans le développement des tambours de bronze, du milieu du premier millénaire (BCE) jusqu'au début de notre ère (CE). Le bassin élargi du Fleuve Rouge, de Kunming à Hanoï aujourd'hui, abrita la première « grappe » de tambours avec des retombées décisives, quantitativement et qualitativement, sur toute la péninsule indochinoise et les archipels du sud-est de l'Asie, avant de passer le relais au Guangxi et ses alentours, devenus colonies chinoises (Han). L'apport de Đông Sơn fut crucial ; sur la Mä, au sud de Hanoï, les artisans maîtrisaient de nouvelles techniques de fonte du bronze pour créer des sons et des décors sublimes, inspirés par la faune et les peuples emplumés. Longtemps, les chercheurs donnèrent l'antériorité à Đông Sơn en matière de tambours, avant que l'on mesure mieux le rôle des « Barbares du Sud » (Shi Ji). On sait désormais que, bien avant les Han, les petits royaumes indépendants du bassin du Fleuve Rouge, de la culture Dian au nord à la culture Đông Sơn au sud, furent les premiers acteurs d'un jeu « gagnant/gagnant ». Chacun participa solidairement au succès de ces tambours ; ils correspondaient si bien aux valeurs animistes de ces peuples qu'ils en garnirent leurs tombes. Les musées de Hanoï et de Thanh Hoa abritent la majorité des chefs-d'œuvre de Đông Sơn, les découvertes continuant au hasard de travaux publics ou privés. De surcroît, de nombreux tambours miniatures de un à quelques centimètres de haut, non sonores, attestent d'une certaine démocratisation rituelle de produits aux prix élevés réservés aux riches.

### Au Myanmar (Birmanie)

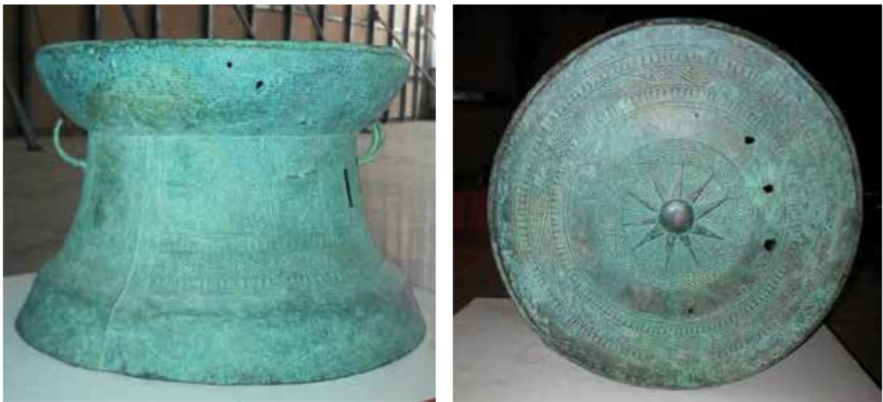
Antique tambour du Fleuve Rouge au musée de Pagan (H. 25 cm)

Les tambours de bronze (Heger 3) comptent parmi les trésors artistiques du Myanmar par leur beauté, leur originalité, leur succès international. Dits tambours-grenouilles, leur décoration aquatique, par exemple poissons ou nénuphars, a été inspirée par l'environnement local. Créés par des animistes, mais fabriqués par des bouddhistes (Shan), leur adoption par les cours royales tint à cette exceptionnelle coopération.
Les tambours karenni (Karen rouges) furent créés mille ans après ceux du Fleuve Rouge. Ces derniers ont probablement servi de référence, mais on doit les considérer comme une « grappe » nouvelle, s'ajoutant à celles déjà identifiées (Yunnan / Tonkin / Guangxi). De forme conique, ils furent fabriqués avec succès jusqu'à la fin du vingtième siècle. Leur décor ainsi les animaux en haut-relief sur le tympan et la base, portent des valeurs communes à l'Indochine, terre agricole de mousson fondamentalement animiste. Leur taille modérée, 45 cm de hauteur en moyenne, facilita leur commerce, leur jeu et la polyvalence de leur utilisation.
Par ailleurs, les récentes découvertes au Myanmar d'antiques tambours du Fleuve Rouge devraient se poursuivre, confirmant l'existence souvent oubliée d'une culture plus que bimillénaire à l'échelle du sous-continent.

### AuLaos

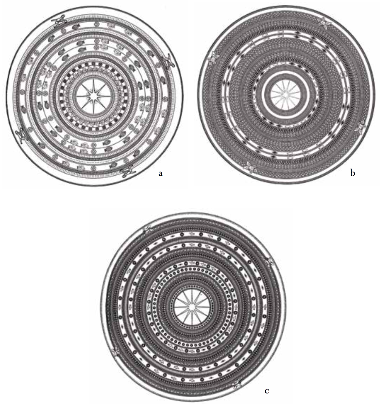
Schémas comparés de trois tympans de tambours (Heger 3) à Luang Prabang (Laos)

Le Laos, avant le récent régime communiste, fut une « terre de tambours » réputée, tant pour ses fervents croyants ruraux que pour ses élites urbaines, essentiellement composée de collectionneurs. Au contraire de légendes tenaces, ces instruments coniques de type Heger 3 furent probablement produits en Birmanie par les Karenni et importés au cours des derniers siècles. Les tambours antiques du Fleuve Rouge, en forme de champignon, y étaient oubliés.
Aujourd'hui, la situation a totalement changé. En effet, les grandes collections familiales de tambours de bronze (Heger 3) ont été dispersées à l'étranger, volontairement ou non, à la fin d'un dernier siècle de guerres révolutionnaires. Logiquement, les rites correspondants ont régressé, sans plus de cérémonies publiques. Par ailleurs, des tambours deux fois millénaires, provenant du Fleuve Rouge, ont été récemment découverts, d'abord dans le lit du Mékong, puis dans les mines de Vilabouly (Sepon), à l'est du pays. Des fouilles ont mis au jour de véritables chefs-d'œuvre. Les dimensions et la qualité des décorations rendent certaine l'hypothèse d'une riche et ancienne culture de tambours de bronze dans ces territoires actuellement laotiens, sans exclure la possibilité de productions locales inspirées par le proche Đông Sơn.

### EnThaïlande

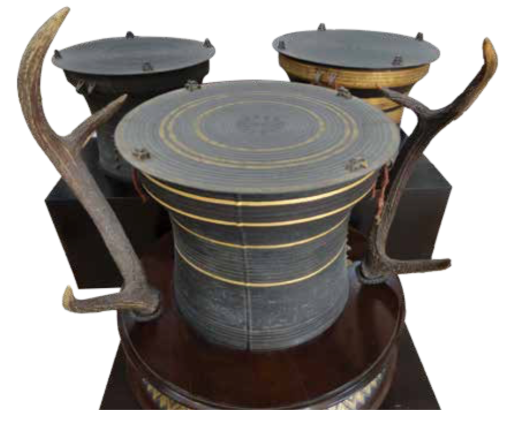
Tambours modernes au musée national de Bangkok

L'histoire des Tambours de Bronze en Thaïlande est riche et contrastée. Aujourd'hui, tant au niveau de la royauté que du peuple, on ne connaît et on ne vénère que les tambours coniques (Heger 3) venus de Birmanie. Ils ont été introduits au cours du second millénaire CE. Considérés comme Thaïs, ils furent souvent copiés pour enrichir un autel domestique ou des tombes, voire des halls d'hôtels… On avait oublié l'existence des anciens tambours (Heger 1) venus du Fleuve Rouge. Nombre d'entre eux furent découverts à partir du XXe siècle au hasard de travaux publics ou privés (carte). De surcroît, la future Thaïlande joua, dans l'antiquité, un rôle capital de passeur géographique de ces instruments vers l'Indonésie, via l'isthme de Kra. En bref pendant deux millénaires, en discontinu sur un même territoire, des ethnies successives venues du nord ont adhéré aux cultures animistes de tambours à l'échelle du sous-continent indochinois.

### En Indonésie: Pejeng et Moko

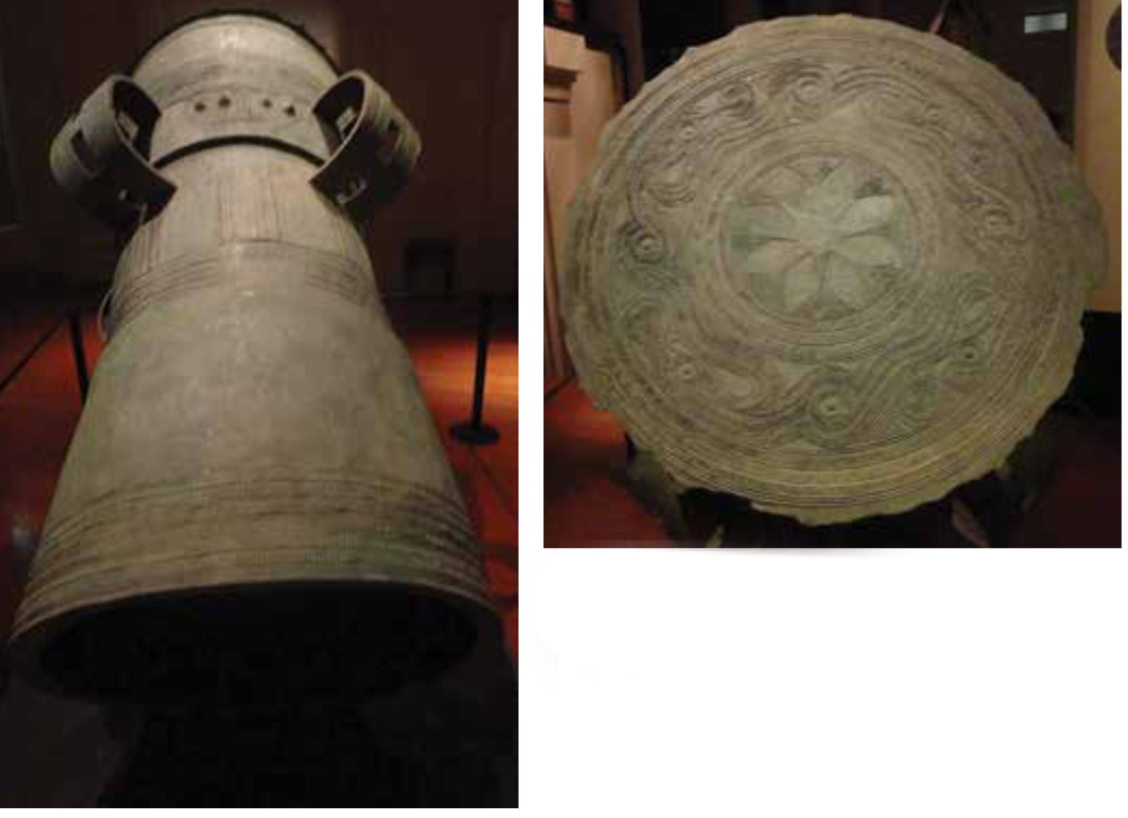
Tambour Pejeng et son tympan (L. 161 cm) au Musée des civilisations asiatiques de Singapour

Entre fin BCE et début CE, par des voies terrestres puis maritimes, les tambours de bronze en forme de champignon (Heger 1) du bassin élargi du Fleuve Rouge atteignirent l'Indonésie et surtout Java. Leur présence dans des tombes prouve qu'ils furent bien accueillis. On ne les copia pas, mais on s'en inspira quelques siècles plus tard pour inventer un nouveau type de tambours en forme de long « sablier », à l'image des membranophones en bois. Nommés Pejeng, du nom de la localité de Bali où fut trouvé le plus long (Lune de Pejeng - 1,98 m.), ces tambours de bronze ne furent jamais exportés et s'éteignirent probablement avec la pénétration des grandes religions venues de l'ouest (Hindouisme puis Islam). Ils comportent de nombreuses poignées à mi-corps, pour les mieux porter, entremêlées de têtes sculptées à l'image de sarcophages locaux en pierre. Leur long fuseau de bronze est couronné par un petit tympan orné de fleurs plus que d'étoiles, aux décors et techniques de fonte rustiques par rapport à leurs prédécesseurs venus du continent.
Les Moko, mot qui signifie tambour, modèles réduits (H 50 cm en moyenne) des tambours Pejeng, perdurent dans le lointain archipel d'Alor. D'abord en bronze, puis en laiton, moins onéreux, ils constituent des cadeaux de mariage révérés. Jamais, au contraire des Pejeng, on ne les a retrouvé dans des fouilles anciennes. Ils continuent d'être fondus industriellement au centre de Java. Ils furent aussi des valeurs refuges populaires aux temps des colonisateurs Hollandais. Ils furent interdits car traités de fausse monnaie enrichissant les autochtones. On peut donc s'interroger sur l'ancienneté de leurs racines locales et sur leur nature sacrée ou profane. À défaut de pouvoir dater les plus anciens Moko en bronze, on ne peut exclure l'hypothèse de leur création relativement récente sur le modèle des tambours Pejeng.